# Japan Karate Association
Japan Karate Association (jap.: Nihon Karate Kyokai; 日本 空手 協会), forkortet JKA, er en japansk organisation, der organiserer kampsporten Shotokan karatedo.
JKA udbreder konkurrencer inden for Japan Karate Association og organiserede det første japanske karatemesterskab i 1957.

## Historie
I 1949 blev JKA dannet med Funakoshi Gichin som hovedinstruktør. Efter Funakoshis død den 26. april 1957, blev organisationen spittet op i henholdsvis 'Shotokan' og 'Shotokai' grundet politiske omstændigheder, hvor Shotokan karatedo stadigvæk bliver organiseret af JKA.

## Nationale forbund

### Danmark
Japan Karate Association i Danmark (forkortet JKA Danmark) er en stilartsorganisation med hovedsæde i København. Stifter og chefinstruktør Bura Sensei, en af verdens højest graduerede ikke-japankse instruktører i JKA Shotokan Karate-Do, nemlig 8. Dan JKA.
Organisationen er opbygget med et teknisk råd, Shihankai, som består af de 26 højest graduerede instruktører fra 4. dan og opefter. Den daglige drift varetages af forretningsudvalget.
JKA Danmark har forskellige udvalg, bl.a. instruktør-, graduerings- og dommerudvalg.
JKA Danmark er ansvarlig for uddannelse af instruktører, eksaminatorer og dommere. På JKA Danmarks Honbu Dojo (hovedcenter for alle klubber i JKA Danmark) trænes dagligt instruktører og kenshusei (instruktørlærling).